# Свети Илия (Чурек)
„Свети Илия“ е българска православна църква в софийското село Чурек. Храмът е част от Софийската епархия.

## История
Храмът е построен в 1887 година в центъра на селото. Над южния вход има надпис „Храмъ Св Пророкъ Илия 1887“. Иконостасът е дело на дебърски майстори от рода Филипови.